# 회사

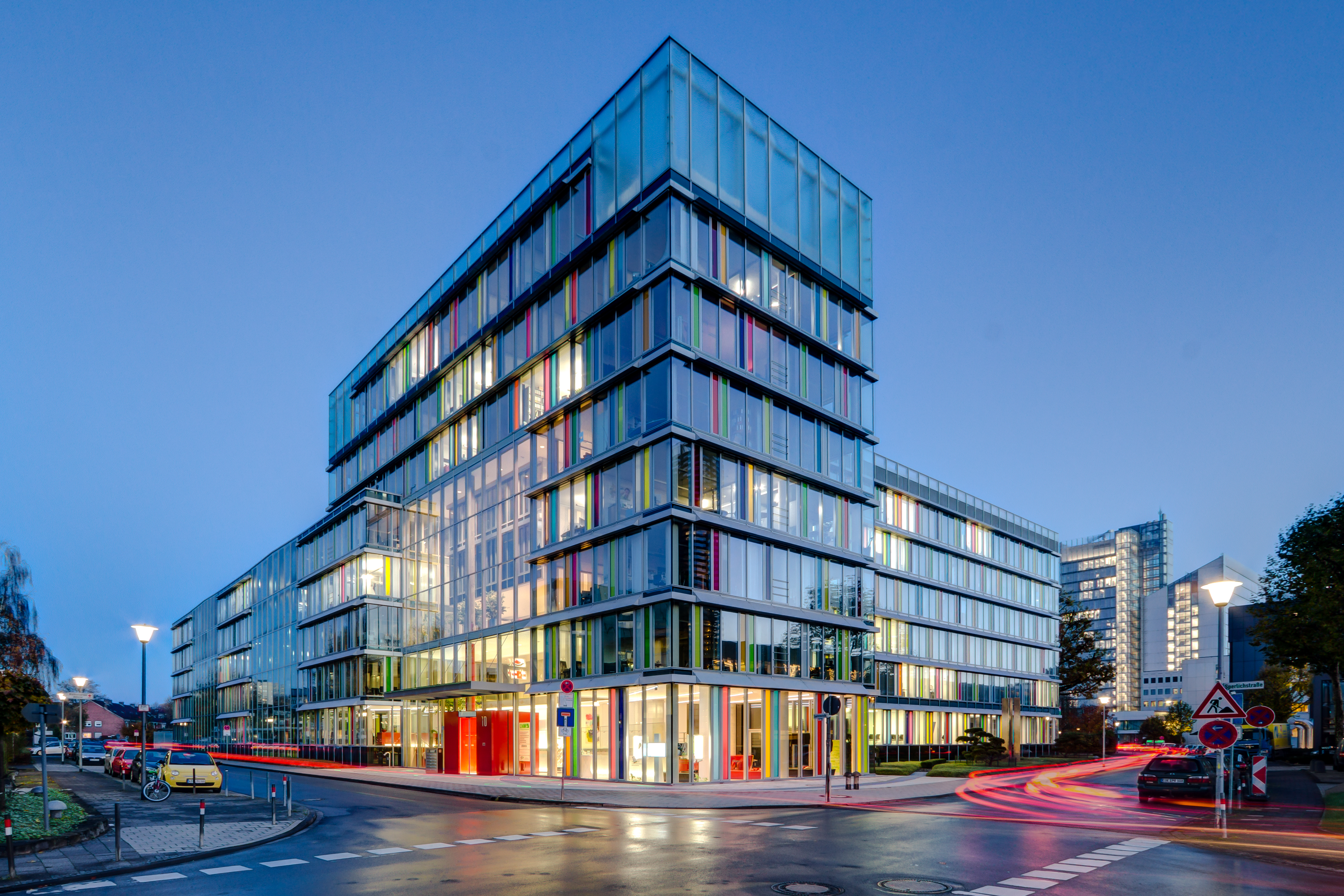
독일 노르트라인베스트팔렌주 뮌스터에 있는 현대적인 기업 사무실 건물

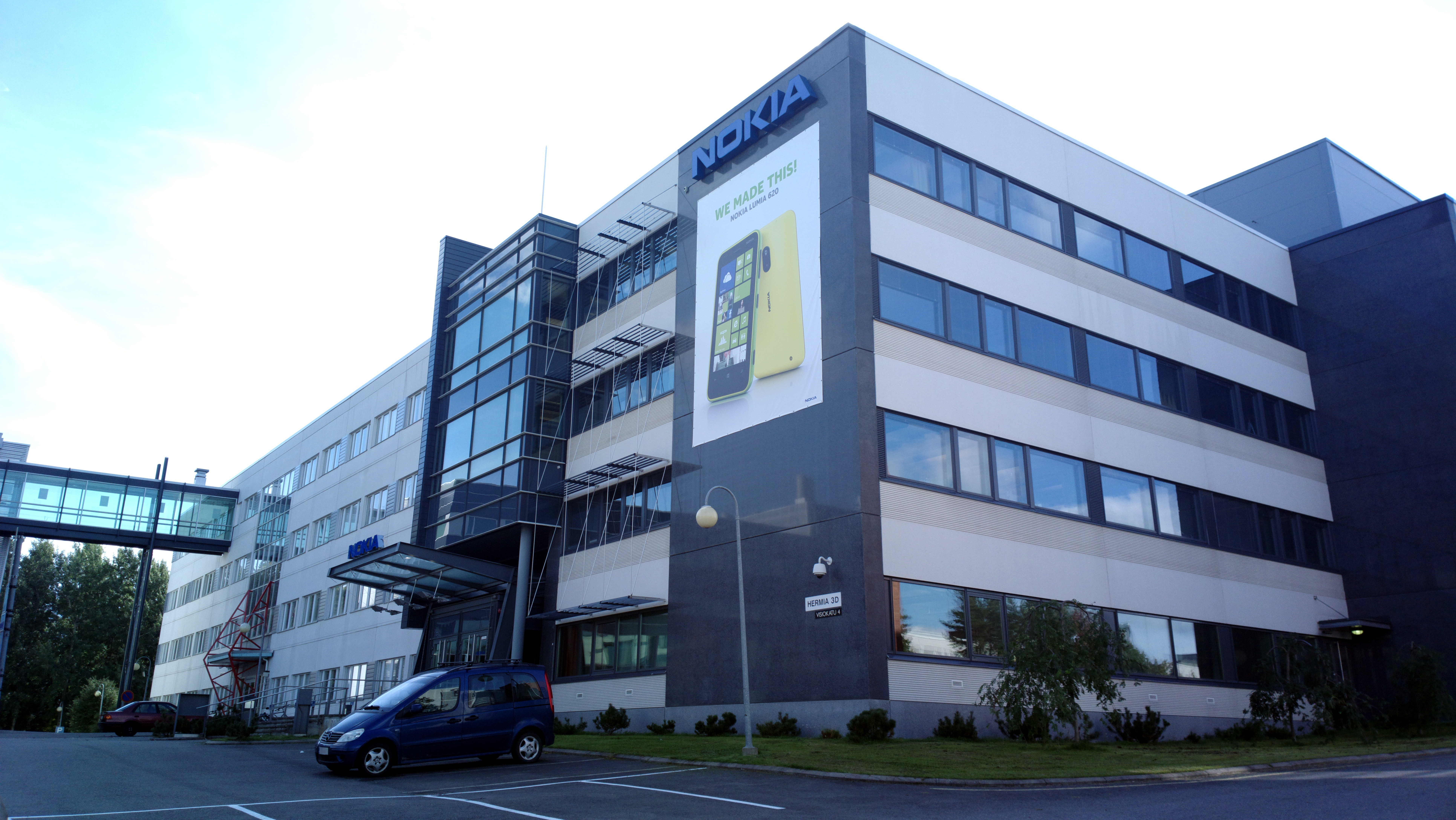
핀란드 탐페레 헤르반타에 있는 노키아 코퍼레이션의 사무실 건물

회사(會社) 또는 상사(商社)는 가치 추구를 목적으로 하는 단체를 말한다.  주식 회사, 유한 회사, 합자 회사, 합명 회사의 네 가지가 있다.
과거 기업은 이윤 추구 만을 목적으로 하였지만 현대사회의 기업은 사회적 가치 창출이라는 조금 더 넓은 의미로 바뀌었다.
과거 회사의 존재 이유에 대한 최초의 연구는 로널드 코스에 의해 탄생하였다. 코스는 1937년에 발표한 논문, 기업의 본질(The Nature of the Firm)을 통해 경제주체들간의 시장에서의 거래는 상당한 거래비용(transaction cost)을 발생시키기 때문에 위계조직과 보상체계를 갖춘 회사라는 조직이 시장보다 효율적인 거래 장소인 경우가 있고 그 때문에 회사가 발생하게 되었음을 지적하였다.

## 기업의 형태
기업의 유형은 '출자자'에 따라, '소유 및 지배 구조'에 따라', '법률상의 규정'에 따라, '크기'에 따라 다음과 같이 분류할 수 있다.
- 출자자에 따른 분류
  - 공기업
  - 사기업
  - 공사공동기업
- 소유 및 지배 구조에 따른 분류
  - 개인기업
  - 인적공동기업
  - 자본적 공동기업
  - 혼합적공동기업
- 법률상 규정에 따른 분류
  - 합명회사
  - 합자회사
  - 유한책임회사
  - 유한회사
  - 주식회사
- 기업의 크기에 따른 분류
  - 다국적기업
  - 대기업
  - 중견기업
  - 중소기업
  - 영세기업

## 대한민국 상법상 사의 뜻
상행위나 그 밖의 영리를 목적으로 하여 설립한 법인을 말한다.(제169조) 상행위를 영업으로 하는 회사는 상사회사라고 하고, 상행위 이외 기타행위를 영업으로 하는 회사는 민사회사라 한다.

### 회사의 특성
대한민국에서 회사는 영리성, 사단성, 법인성을 가지고 있어야 한다. 이 중 사단성은 필수적인 요소는 아니다.

##### 영리성
① 대외적 활동을 통하여 이익을 추구하고, ② 이를 통해 취득한 이익을 사원에게 배당의 형태로 분배해야 한다.
공법인, 공공단체, 비영리사단법인, 재단법인 등은 ①의 요건을 충족하여 상인으로 분류되나, ②의 요건을 불충족하므로 회사로 분류될 수는 없다.

##### 사단성
일정한 목적을 추구하는 복수의 사원의 결합체이다.

##### 법인성
- 회사는 독립된 권리·의무의 귀속주체, 즉 법인. 따라서 회사는 사원으로부터 독립하여 권리 의무를 취득할 수 있으며, 사원은 회사에 대해 직접적인 권리를 갖지 못한다.
- 회사의 법인격은 공공의 편의나 이익 또는 대외적인 법률관계의 간명한 처리를 위해 정책적으로 인정된다.
- 법인격 남용에 대한 규제로써 법인격의 박탈제도: 회사해산명령(제176조), 회사해산판결(제241조, 제520조) - 법인격부인제도: 법인격부인의 법리(법인격무시이론)등이 있다.

### 법적 분류

##### 모회사와 자회사
지배회사와 종속회사라고도 한다. 다른 회사를 지배하는 회사를 모회사라 하고, 지배받는 회사를 자회사라한다. 이 지배·종속의 개념에 관하여는 형식적 또는 실질적의 어느 방법에 의하여 결정할 것인가 하는 것이 문제되며, 1984년 상법개정은 형식적인 기준을 정하여 다른 회사의 발행주식총수의 40%를 초과하는 주식을 가진 회사를 모회사로 하고, 그다른 회사를 자회사로 정하였다가, 현재는 그 기준이 50%가 되었다. 공정거래법상 계열회사는 실질적인 요건을 기준으로 하므로, 대체로 모자회사는 계열회사보다 범위가 좁다.

##### 대한민국 상법전에 의한 종류
- 합명회사
- 합자회사
- 주식회사
- 유한회사

##### 1인회사
1인회사란 형식적 의미로 사원이 1인 밖에 없고 회사의 지분 전부가 그 1인에게 귀속되어 있는 회사를 말한다. 실질적 의미의 1인 회사는 형식적으로는 복수의 사원이 있으나 실질적으로는 1인의 사원이 회사의 지분 전부를 소유할 뿐, 다른 사원들은 그 1인의 사원이 지분을 인수할 때 명의를 대여했거나 혹은 그 1인의 사원에게 이미 출자지분을 양도했지만 정관이나 주주명부에 이름만 남아있는 경우도 포함한다. 인적회사에서는 1인 회사가 법률상 불가능하다. 합명회사와 합자회사의 경우 상법상 그 설립시에 2인 이상의 사원이 공동으로 정관을 작성해야 할 뿐만 아니라, 사원이 1인만 남게 된 경우가 회사의 해산사유로 규정되어 있어서, 애당초 입법적으로 1인 회사가 인정되지 아니한다(제178조, 제227조 3호, 제269조) 물적회사의 법률상 허용된다.

##### 1인주주 단독의 총회결의의 유효성
1인주주의 의사에 따른 총회결의가 성립되었다면 판례는 1인회사의 경우 1인주주가 총회에 출석하면 전원주주총회가 성립하고 그 주주의 의사대로 결의가 성립된다고 보고
이사회 결의가 없었더라도 주주총회의 의사록이 작성되었다면 특별한 사정이 없는 한 이사회 결의가 있었던 것으로 볼 수 있다고 하였다.

### 회사의 분할

##### 종류
- 단순분할과 분할합병
- 소멸분할과 존속분할
- 흡수분할과 신설분할
- 인적분할과 물적분할
- 간이분할합병과 소규모분할합병

## 법인격 부인론
법인격부인론(法人格否認論)이란 회사가 사원(社員)으로부터 독립된 실체를 갖지 못한 경우에 회사와 특정의 제3자간의 문제된 법률관계에 있어서만은 회사의 법인격을 인정하지 아니하고 회사와 사원을 동일시하여 회사의 책임을 사원에게 묻는 것을 말한다.
법인격부인론은 19세기 후반부터 미국의 판례에 의해 생성·발달된 것으로 법인 것은 그것이 "공공의 편익을 해하거나, 위법을 정당화하거나, 사기를 비호하거나, 범죄를 옹호하기 위해" 이용되었을 때에는 부인되어야 한다는 것을 기본입장으로 하여 전개되어 왔다.

## 미국의 회사

### 영리성

#### 회사 기부의 적법성에 관한 미국 법원의 판례
미국 뉴저지 주에 있는 밸브제조회사가 같은 주에 소재하고 있는 프린스턴 대학에 매년 장학금을 지급하여 왔다. 그런데 이 회사의 주주가 이를 두고 회사의 목
적범위(영리성)를 벗어난 행위라는 것을 이유로 이사를 상대로 손해배상을 청구하였다. 이 사건에서, 법원은 기업의 사회적 책임론과함께 그러한 기부행위가 결국당해 기업에 ‘장기적으로는 영리성에 부합'한다는 이유로 이사의 책임을 부정하였다.

## 터키에 있는 회사
회사(또는 회사)는 터키 법률에 따라 2명 이상의 자연인 또는 법인이 함께 모여 노동 또는 상품을 공통(공통) 목적을 위한 계약과 결합하여 발생하는 상업적 기업이다.
유한 책임 회사는 한 명 이상의 실제 또는 법인이 상품명으로 설립한 무역 회사이다. 유한 회사는 무역 등록부에 등록하면 법인격을 얻는다. 자본금이 결정되며 이 자본금은 기본 자본금의 합으로 구성된다.
캐피탈 회사라고 하는 회사에서 자본(자본/자본)은 가장 앞자리에 있으며 회사의 존재를 위한 가장 중요한 요소이다. 기업 평판이 있다. 그들은 파트너십 지분에 대해서만 책임이 있다. 개인 재산은 압류할 수 없다.
터키에서 회사를 설립하는 방법

## 홍콩의 회사
홍콩은 용이하게 사업을 시작할 수 있는 곳으로, 약 1~2주 안에 회사를 설립할 수 있다. 아울러 홍콩은 뛰어난 인프라 시설과 사업 부지의 이용 또한 간편하다.
홍콩의 지식재산권 보호는 엄격한 규정 하에 관리되며 기업이 활용 가능한 다양한 분쟁 해결 방법을 제공한다. 심플하고 기업 친화적인 조세 제도는 외국인 투자자를 홍콩으로 이끄는 중요한 요소이며, 홍콩에서 사업을 영위 / 홍콩 법인설립을 하려는 외국인들은 조건에 맞는 비자를 신청하여 쉽게 홍콩에서 업무를 진행할 수 있다.
·홍콩의 법인설립

## 같이 보기
- 대한민국의 기업 목록
- 가상 기업
- 회사원
- 코퍼레이션